# Godzina policyjna

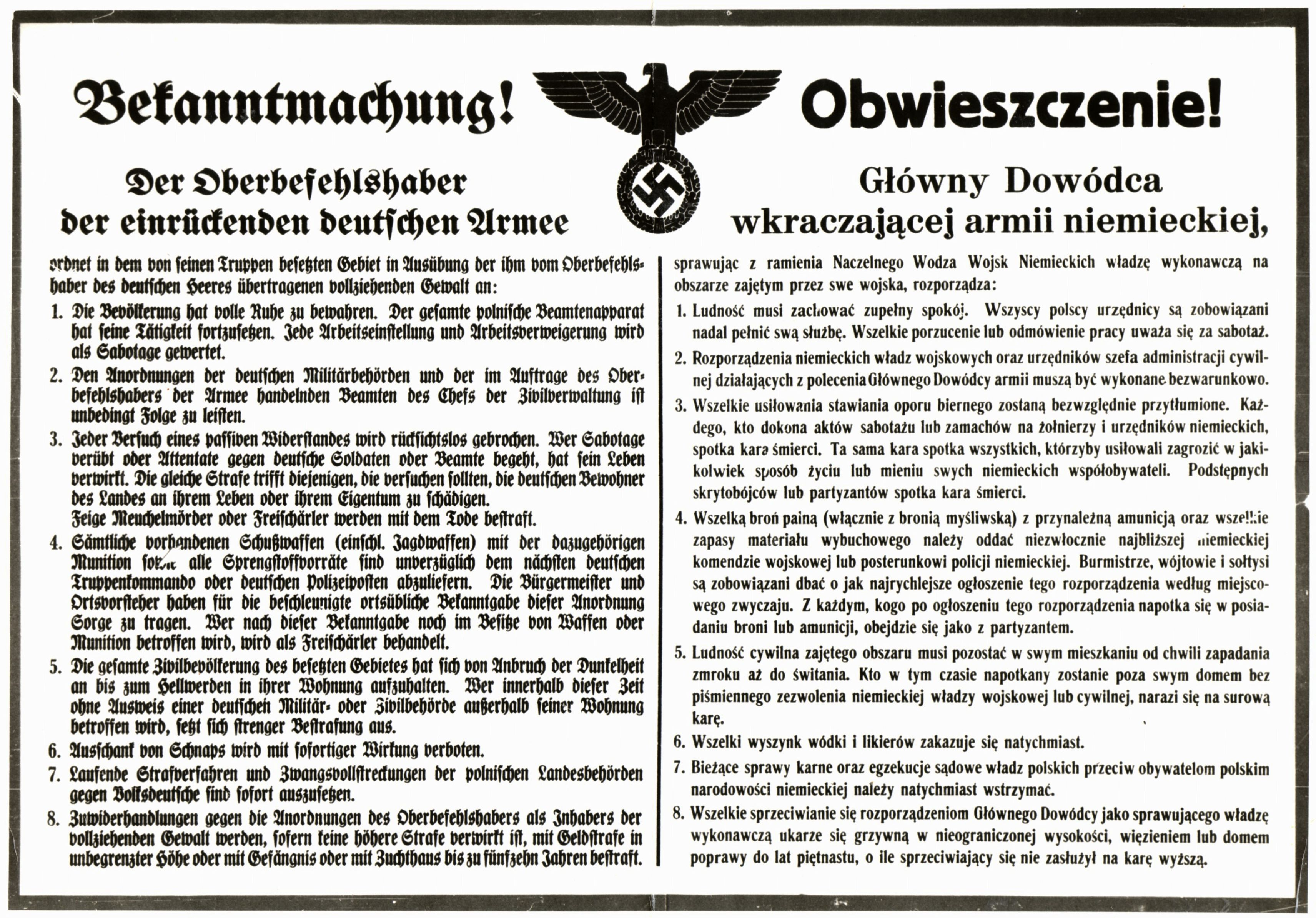
Obwieszczenie z 1939 r. informujące m.in. o wprowadzeniu godziny policyjnej

Godzina policyjna – ograniczenie poruszania się w określonych godzinach (najczęściej obowiązuje od 22 wieczorem do 6 rano). Wprowadzana jest przez władze w związku z niebezpieczną sytuacją, np. zamieszkami, katastrofą naturalną czy zagrożeniem bezpieczeństwa państwa.